# 김혜리 (축구 선수)
김혜리(金蕙利, 1990년 6월 25일~)는 대한민국의 여자 축구 선수로 현재 인천 현대제철 레드엔젤스에서 수비수로 활약하고 있으며 대한민국 여자 축구 국가대표팀의 주장으로도 활약 중이다.

## 어린 시절
상원초에서 축구를 시작하여 오주중, 동산정산고, 여주대를 거쳤으며, 연령별 대표팀을 두루 걸치며 대한민국 여자 축구계의 엘리트 코스를 밟으며 성장했다.

## 구단 경력
2011년 WK리그 신인드래프트 5순위로 서울시청에 입단한 후 3시즌간 서울시청의 주축 수비수로 활약했다. 2013년 WK리그 정규시즌 2위 및 챔프전 준우승이라는 서울시청 구단 역사상 역대 최고 성적에 공헌했다.
이후 2014년 인천 현대제철 레드엔젤스로 트레이드된 후에도 부동의 라이트백으로 맹활약하며 현대제철의 WK리그 통합 9연패라는 전무후무의 대기록에 기여했다.

## 국가대표 경력
대한민국 U-20 대표팀의 일원으로 2010년 FIFA U-20 여자 월드컵에 3위에 기여했다.
2010년 아시안 게임을 통해 국제 A매치에 데뷔한 이후 3회 연속 아시안 게임 동메달(2010년, 2014년, 2018년)을 거머쥐었고 2번의 FIFA 여자 월드컵 본선(2015년, 2019년)에도 참가하여 이 중 2015년 대회에서 대한민국 여자 축구의 사상 첫 월드컵 16강 진출의 새 역사를 만들었다.
그리고 2023년 FIFA 여자 월드컵 아시아 지역 예선을 겸한 2022년 AFC 여자 아시안컵 본선에서도 대한민국 여자 대표팀의 주장으로 6경기에 모두 출전하며 사상 첫 여자 아시안컵 준우승 및 3회 연속 여자 월드컵 본선 진출의 쾌거를 달성했다.

## 수상

### 구단
서울시청
- WK리그 준우승 ●: (2013)

인천 현대제철 레드엔젤스
- WK리그 우승 ● (8회): (2014, 2015, 2016, 2017, 2018, 2019, 2020, 2021)

### 국가대표팀
대한민국 (여자)
- AFC 여자 아시안컵 준우승 ●: (2022)
- 아시안 게임 동메달 ●: (2010, 2014, 2018)
- EAFF E-1 풋볼 챔피언십 준우승 ●: (2015, 2019)